# ノウイング
『ノウイング』（Knowing）は、2009年のアメリカ映画。『アイ,ロボット』のアレックス・プロヤス監督によるディザスター・ムービー。

## あらすじ
1959年、マサチューセッツ州レキシントンのとある小学校では創立記念日を迎えようとしていた。この小学校の生徒の1人であるルシンダの提案が評価され、みんなでタイムカプセルを埋めることになる。それぞれが思い思いに描いた『絵』をその中に閉じ込めて。
それから50年後、予定通りタイムカプセルが掘り起こされた。この小学校に通う少年ケイレブは、不可解な数字で埋め尽くされた一枚の紙を持ち帰ってきた。彼の父親で宇宙物理学教授のジョンは、そこに記された数字の羅列が過去50年とこれから先に起きる未来の出来事を予言したものだと気づく。そして、紙の最後に書かれた数字は人類の存亡に関わるものだった。

### 予知
第1の予知
緯度 42.41、経度 71.20の高速道路で飛行機が墜落する。犠牲者は81人。
第2の予知
緯度 40.71、経度 74.00の地下鉄で電車が電線不良で脱線し、ホームへと衝突する。犠牲者はおよそ100人近く。
第3の予知
太陽のスーパーフレアが地球を直撃する、犠牲者数はEE（EVERYONE ELSE：選ばれた者以外のすべて)。

## キャスト
※括弧内は日本語吹替
ジョン・ケストラー
演 - ニコラス・ケイジ（大塚明夫）
マサチューセッツ工科大学（MIT）の宇宙物理学者。妻を亡くしている。
ダイアナ・ウェイランド
演 - ローズ・バーン（岡寛恵）
ルシンダの娘。アビーの母。
ケイレブ・ケストラー
演 - チャンドラー・カンタベリー（松元恵）
ジョンの息子。母を亡くしている。
ルシンダ・エンブリー
演 - ララ・ロビンソン（津村まこと）
1959年にタイムカプセルを埋めた少女。2009年の数年前に亡くなっている。
アビー・ウェイランド
演 - ララ・ロビンソン（津村まこと）
ダイアナの娘でありルシンダの孫にあたる。
フィル・ベックマン
演 - ベン・メンデルソーン（藤原啓治）
ジョンの同僚。
グレース・ケストラー
演 - ナディア・タウンゼンド（弓場沙織）
ジョンの妹。
謎の男
演 - D・G・マロニー
ケストラー牧師
演 - アラン・ホップグッド（大塚周夫）
ジョンとグレースの父。
アリソン・ケストラー
演 - エイドリアン・ピカリング（東條加那子）
ミス・テイラー（2009年時）
演 - アリシア・マクグラス（島美弥子）
ミス・テイラー（1959年時）
演 - ダニエル・カーター（北西純子）
1959年時点では小学校の担任。行方不明となったルシンダを発見した。
スペンサー
演 - リアム・ヘムズワース（佐藤拓也）

## スタッフ
- 監督：アレックス・プロヤス
- 製作：アレックス・プロヤス、トッド・ブラック、ジェイソン・ブルメンタル、スティーヴ・ティッシュ
- 製作総指揮：スティーヴン・ジョーンズ、トファー・ダウ、ノーマン・ゴライトリー、デヴィッド・ブルームフィールド
- 原案：ライン・ダグラス・ピアソン
- 脚本：ライン・ダグラス・ピアソン、ジュリエット・スノードン、スタイルズ・ホワイト
- 撮影：サイモン・ダガン
- プロダクションデザイン：スティーヴン・ジョーンズ＝エヴァンズ
- 衣装デザイン：テリー・ライアン
- 編集：リチャード・リーロイド
- 音楽：マルコ・ベルトラミ

## 評価
レビュー・アグリゲーターのRotten Tomatoesでは184件のレビューで支持率は34%、平均点は4.80/10となった。Metacriticでは27件のレビューを基に加重平均値が41/100となった。

## 地上波・衛星放送
- 2011年12月4日『日曜洋画劇場』（テレビ朝日）
- 2013年10月2日『水曜プレミア』（TBSテレビ）
- 2020年1月29日『シネマクラッシュ』（BSテレ東）
- 2022年6月21日『午後のロードショー』（テレビ東京）
- 2024年8月1日『午後のロードショー』（テレビ東京）